# Magasin du Nord Museum
Magasin du Nord Museum er et lille museum i København, hvor skiftende udstillinger beskriver stormagasinet Magasin du Nords historie. Museet ligger i Kong Hans' Vingård i Vingårdstræde i samme karré som Magasin på Kongens Nytorv.
Museet drives af Magasin du Nord Fonden, der frem til 2004 besad aktiemajoriteten i Magasin. Stormagasinet ejes i dag af den britiske stormagasinkæde Debenhams. 
Museets kustoder er tidligere ansatte i stormagasinet.
I samme bygning som museet driver Magasin et andet lille museum. Her ligger det kvistværelse, hvor H.C. Andersen boede i 1827-28. Værelset er blev genskabt i 2004, og offentligheden har adgang hertil via tredje sal i stormagasinet.